# Selveje Danmark
Selveje Danmark er en dansk brancheorganisation for selvejende organisationer på velfærdsområdet. Foreningen blev stiftet i 2012 og har i 2024 lidt under 300 medlemmer i form af selvejende non-profit-institutioner på velfærdsområdet. Ifølge organisationen selv har dens medlemmer tilsammen ca. 10.000 ansatte.
Dansk Selveje arbejder i tæt samarbejde med arbejdsgiverorganisationen Dansk Erhverv.
Blandt organisationens medlemmer er Blå Kors Danmark, Dansk Blindesamfund, Diakonissestiftelsen, OK-Fonden, Røde Kors i Danmark og en række individuelle plejehjem, opholdssteder og krisecentre.